# Guy Dedecker
Pour les articles homonymes, voir Dedecker.
Guy Dedecker, né le 18 mai 1955 à Bruxelles (province de Brabant), est un illustrateur belge connu pour ses nombreuses affiches et ses portraits d'enfants réalisés lors de diverses fêtes publiques et culturelles en Belgique.

## Biographie
Guy Dedecker naît le 18 mai 1955 à Bruxelles, dans une famille d'enseignants. Pendant ses humanités, il publie ses premiers travaux dans Comix 130, fanzine de science-fiction. Puis, il s'inscrit à la Faculté de biologie de l'Université libre de Bruxelles et aussi comme élève à l'atelier de préparation aux grandes écoles d'art à Saint-Gilles. Son diplôme d'illustrateur obtenu, il publie différents travaux dans des périodiques tels Oxygène, Curiosity Magazine. Il démarre dans les années 1970 avec quelques affiches pour le secteur associatif.
Il réalise deux albums de bandes dessinées publiés aux éditions Michel Deligne (Contrebande en 1979, série policière et La Conspiration de Théti en 1980, série historique dans le contexte de l'ancienne Égypte).
Il est, dans les années 1980, l'illustrateur de la revue belge pour enfants Info-Pio dans laquelle il publie l'équivalent de trois albums en feuilletons mensuels (Les Aventures de Joëlle, humoristique, Les Histoires vraies de Trebor, historique sur scénarios de Robert Tangre, ainsi que L'Éléphant et son Cornac, vivante adaptation d'un roman vietnamien dans le contexte de la Résistance à l'occupation française au Laos),. Il réalise, à titre anecdotique, quelques rares cartoons pour la presse quotidienne belge. En 1997 paraît, en feuilleton de vacances, dans le quotidien belge La Nouvelle Gazette-La Province le premier tome de la série du Maugré : Le Domaine des Meaux, bande dessinée réaliste dont l'histoire se déroule dans le contexte rural de vengeances paysannes dans le Hainaut de la fin du XVIIIe siècle. L'album lui-même est édité par les éditions Points-Image quelques mois plus tard. Il réalise par ailleurs, les séries Tex et Blek le Roc.
Guy Dedecker est, depuis la fin des années 1980, illustrateur au Ministère de la Culture de la Communauté française de Belgique où il réalise des dessins documentaires, des illustrations didactiques pour divers cours par correspondance et de nombreuses couvertures et autres dessins de presse jusqu'en 2020.

### Son œuvre d'illustrateur
Les éditions Semic à Paris se chargent de publier la suite de la saga du Maugré en feuilletons mensuels de 10 pages au début des années 2000 dans le magazine populaire Kiwi. C'est ainsi que Guy Dedecker redessine entièrement le premier tome (Le Domaine des Meaux) pour le format 13 × 18 qu'il affectionne particulièrement. C'est également dans Kiwi que paraît la suite du Maugré avec Tallemant (tome II de la série) et L'Invisible (tome III), jamais terminé pour cause de rupture de parution du magazine.
Ses affiches ornent régulièrement les murs et vitrines en Belgique pour des événements populaires de tous ordres,.
Il réalise également des tableaux (huiles sur toiles), essentiellement par le biais de commandes privées.

### Son œuvre de peintre héraldiste
Dès 2013, il réalise plusieurs diplômes de Lettres Patentes de noblesse enluminés pour le compte de personnalités en reconnaissance de noblesse ou anoblies par le Souverain du royaume de Belgique.

### Vie privée
Guy Dedecker réside à Watermael-Boitsfort dans la région de Bruxelles-Capitale en 2019.

#### Livres
: document utilisé comme source pour la rédaction de cet article.
- Jean Pirotte (dir.) et Luc Courtois, Du régional à l'universel. : L'imaginaire wallon dans la bande dessinée., Louvain-la-Neuve, Fondation wallonne Pierre-Marie et Jean-François Humblet, 1999, 310 p. (ISBN 978-2-9600072-3-7 et 2960007239, OCLC 1075833932), p. 214 lire sur Google Livres
- Jacques Fiérain, « Dedecker, Guy », dans La BD à Bruxelles et en Brabant, Charleroi, Éd. l'Âge d'or, avril 2003, 144 p., ill. ; 31 cm (ISBN 9782960119664 et 2960119665, OCLC 470388171, présentation en ligne), p. 32
- Philippe Mellot, Michel Denni, Laurent Turpin et Isabelle Morzadec, Trésors de la bande dessinée : BDM 2021-2022 - Catalogue encyclopédique et Argus, Paris, Les Arènes, novembre 2020, 22e éd., 1700 p., ill. ; 23 cm (ISBN 9791037502582, présentation en ligne), p. 281, 284, 714. .

#### Périodiques
- (nl) Guy Dedecker (interviewé par Bernard Grothues), « Guy Dedecker, Illustrator and heraldisch tekenaar », Kwarthaalblad voor Heraldiek, no 3,‎ 2019, p. 73-77 (ISSN 1370-7000, lire en ligne [PDF], consulté le 26 octobre 2022).

#### Articles
- Guy Dedecker (interviewé par Dominik Vallet et Frank Anger), « Sémic : Entretien avec Guy Dedecker (Le Maugré) », Pimpf,‎ 3 mars 2001 (lire en ligne, consulté le 26 octobre 2022).

### Émissions de télévision
- Place Royale : L'art au service de la noblesse sur RTL TVI, présentation : Dominique Henrotte (4 min 43 s), en novembre 2014.